# Lars Nørgård
Lars Stig Nørgård (født 25. oktober 1956 i Aalborg) er en dansk maler og grafiker.

## Liv
Lars Nørgård er uddannet på Skolen for Brugskunst i København (1975-78) og på Academy of Art College, San Francisco (1980-81). Han var medlem af "Værkstedet Værst" fra 1982-1984 og tilknyttet "De Unge Vilde" op gennem firserne.

## Værk
Lars Nørgaard begyndte oprindelig som fotorealist, men han blev senere ført ind på den abstrakte ekspressionisme. Han har malet malerier til udsmykning af Operaen på Holmen i København.

## Museumspræsentation
Lars Nørgård er repræsenteret på følgende museer:
- Arken Museum for Moderne Kunst, Ishøj
- ARoS Aarhus Kunstmuseum, Århus
- Esbjerg Kunstmuseum, Esbjerg
- HEART Herning Museum of Contemporary Art
- Helsingør Bymuseum, Helsingør
- Horsens Kunstmuseum, Horsens
- Kobberstiksamlingen, Statens Museum for Kunst, København
- Kunstindustrimuseet, København
- Kunstmuseet Trapholt, Kolding
- Nordjyllands Kunstmuseum, Aalborg
- Randers Kunstmuseum, Randers
- Rooseum, Malmø, Sverige
- Statens Museum for Kunst, København
- Skive Kunstmuseum, Skive
- Sønderjyllands Kunstmuseum, Tønder
- Vejle Kunstmuseum, Vejle
- Vestsjællands Kunstmuseum, Sorø[1]